# ديشاراوات
ديشاراوات[بحاجة لمصدر] (الاسم العلمي: Pteridoideae) هي أسرة من السراخس تتبع فصيلة الديشارية من رتبة السرخسيات.

## أجناس
- ديشار